# Leicester Square

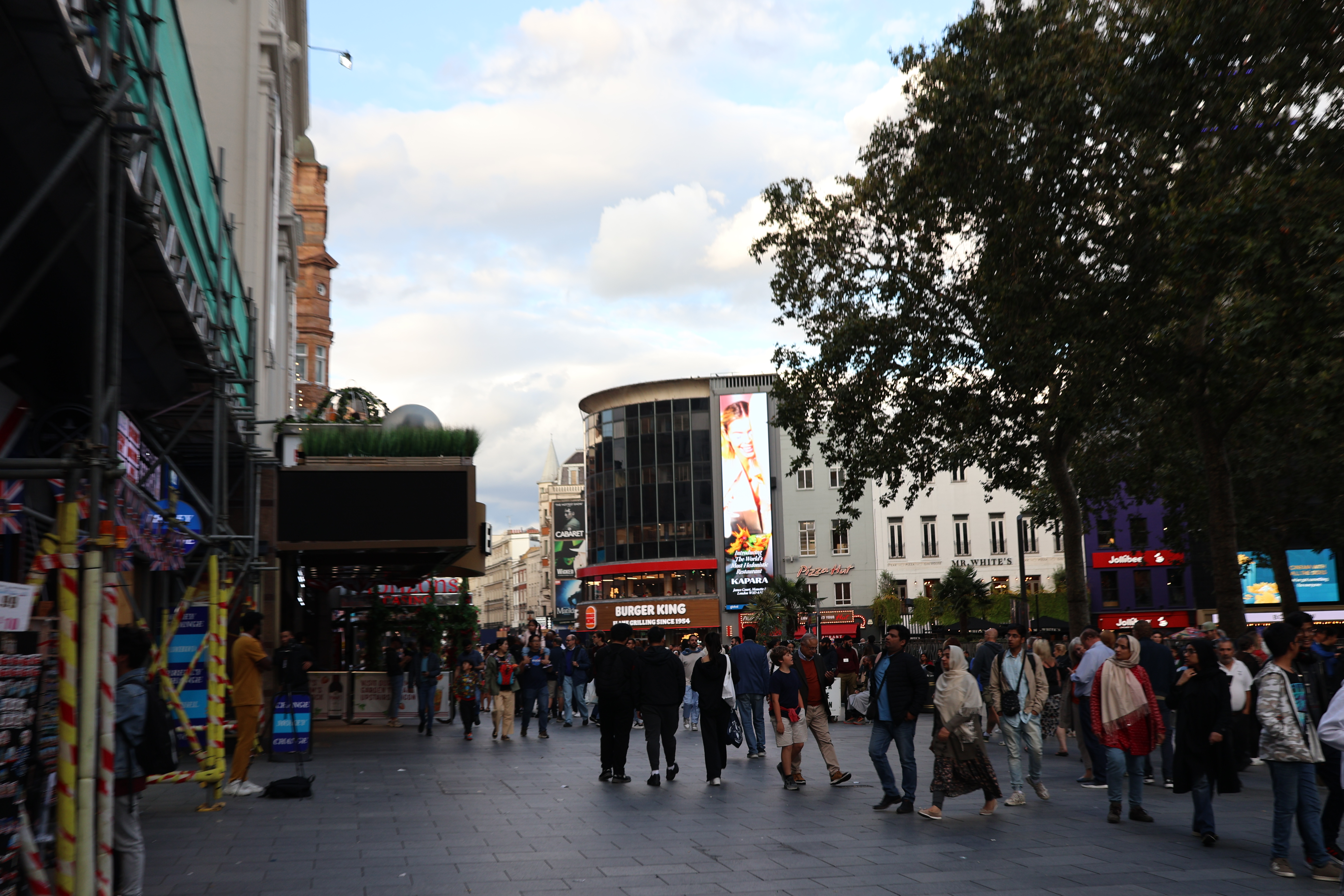

Leicester Square (/ˈlɛstər/ LEST-ər) é uma praça para pedestres no West End de Londres, Inglaterra. Foi planejada em 1670 como Leicester Fields, que recebeu o nome da recém-construída Leicester House, em homenagem a Robert Sidney, 2º Conde de Leicester. A praça era originalmente uma área residencial gentrificada, com inquilinos incluindo Frederico, Príncipe de Gales e os artistas William Hogarth e Joshua Reynolds. Tornou-se mais popular no final do século XVIII, quando a Leicester House foi demolida e ocorreram desenvolvimentos de comércio de varejo, tornando-se um centro de entretenimento. Grandes teatros foram construídos no século XIX, que foram convertidos em cinemas em meados do século seguinte. Leicester Square é o local de cinemas de importância nacional, como o Odeon Luxe Leicester Square e o Empire, Leicester Square, que são frequentemente usados para estreias de filmes. O vizinho Prince Charles Cinema é conhecido por suas exibições de filmes cult e maratonas de filmes. A praça continua sendo uma atração turística que acolhe eventos, inclusive para o Ano Novo Chinês.
A praça sempre teve no centro um parque, originalmente baldio. A sorte do parque variou ao longo dos séculos, chegando quase à dilapidação em meados do século XIX, após mudar de propriedade várias vezes. Foi restaurada sob a direção de Albert Grant, o que incluiu a construção de quatro novas estátuas e uma fonte de William Shakespeare. A praça foi amplamente reformada e remodelada para os Jogos Olímpicos de Verão de 2012 a um custo de mais de £15 milhão.

## Geografia
A praça fica em uma área delimitada pela Lisle Street, ao norte; Charing Cross Road, ao leste; Orange Street, ao sul; e Whitcomb Street, a oeste. O parque no centro da praça faz fronteira com a Cranbourn Street, ao norte; Leicester Street, a leste; Rua Irving, ao sul; e um trecho da estrada designado simplesmente como Leicester Square, a oeste. Fica dentro da Cidade de Westminster, ao norte de Trafalgar Square, a leste de Piccadilly Circus, a oeste de Covent Garden e ao sul de Cambridge Circus.
A estação do Metrô de Londres mais próxima é Leicester Square, inaugurada em 1906. As rotas de ônibus de Londres 24, 29 e 176 passam na vizinha Charing Cross Road.
Leicester Square também foi usada como nome para a área circundante, correspondendo aproximadamente a Coventry Street, Cranbourn Street, Charing Cross Road e St Martin's Street. Isso inclui Bear Street,  Haymarket,  Hobhouse Court (em homenagem a Sir John Cam Hobhouse), Hunt's Court (em homenagem a Samuel Hunt, carpinteiro e arrendatário do século XVII), Irving Street (em homenagem ao ator Henry Irving), Orange Street (em homenagem a Guilherme III, Príncipe de Orange), Oxendon Street (em homenagem a Sir Henry Oxenden, 1º Baronete), Panton Street (em homenagem ao negociante de imóveis local Thomas Panton), e Trafalgar Square.

## História

### Séculos XVI a VIII

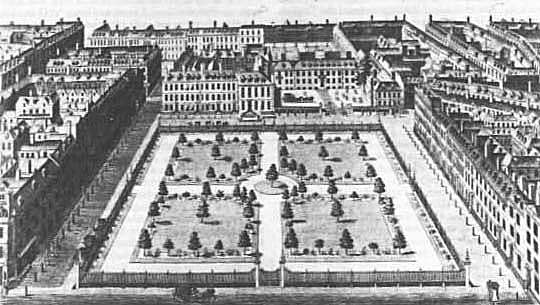
Leicester Square em 1750, voltada para o norte em direção à Leicester House, então uma das maiores casas de Londres.

O terreno onde hoje fica a Leicester Square pertenceu ao Abade e ao Convento da Abadia de Westminster e à família Beaumont. Em 1536, Henrique VIII assumiu o controle de 3 acre(s)s (1,2 ha) de terreno ao redor da praça, sendo os 4 acre(s)s (1,6 ha) sendo transferido para o rei no ano seguinte. A praça tem o nome de Robert Sidney, 2º Conde de Leicester, que comprou este terreno em 1630. Em 1635, ele construiu para si uma grande casa, Leicester House, no extremo norte. A área em frente à casa foi então cercada, privando os habitantes da paróquia de St Martin in the Fields do direito de uso dos terrenos anteriormente baldios. Os paroquianos apelaram ao rei Carlos I, e ele nomeou três membros do conselho privado para arbitrar. Lord Leicester foi ordenado a manter parte de suas terras (posteriormente conhecidas como Leicester Fields e mais tarde como Leicester Square) abertas aos paroquianos.
A Leicester House foi habitada intermitentemente em meados do século XVIII e foi finalmente vendida ao naturalista Ashton Lever em 1775. Lever transformou a casa em um museu com uma quantidade significativa de objetos de história natural. Por sua vez, a praça passou a servir de palco de diversões populares. Bordéis começaram a aparecer ao redor de Leicester Square durante o século, e os visitantes podiam pagar para assistir através de um telescópio as cabeças decepadas dos traidores executados em Temple Bar. A Leicester House tornou-se o lar de um museu de curiosidades naturais chamado Holophusikon na década de 1780. Foi demolido em 1791-72 devido ao aumento das dívidas após a extinção da nobreza de Leicester e substituído por Leicester Place. Esta, por sua vez, foi convertida em igreja em 1865 e hoje é sede do Cinema Príncipe Charles.
Em 1790, foi proposta a construção de uma nova Royal Opera House em Leicester Square. O esquema foi liderado pelo Príncipe de Gales, Francis Russell, 5º Duque de Bedford e James Cecil, 1º Marquês de Salisbury e tinha como objetivo restabelecer Londres como um centro de ópera e balé italiano, com uma casa de ópera que rivalizasse com as da Europa continental. A casa de ópera nunca foi construída, pois a patente real necessária na época para licenciar um teatro foi recusada. Os planos do projeto original estão preservados no Museu de Sir John Soane, enquanto uma pintura de 1790 de William Hodges, que exibe o projeto final, pertence ao Museu de Londres.

### Séculos XIX a XXI

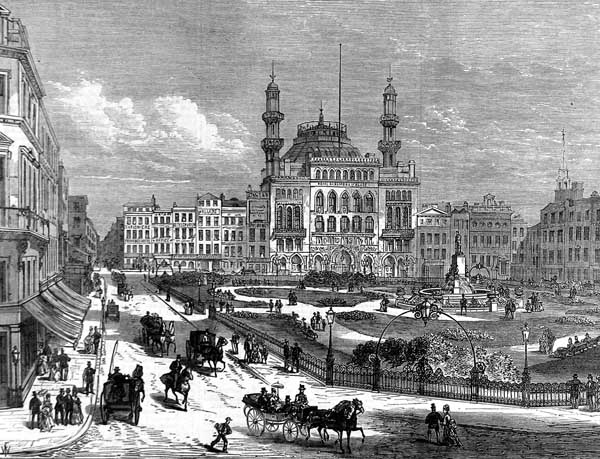
Leicester Square com vista para o Teatro Alhambra em 1874

No século 19, Leicester Square era conhecida como um local de entretenimento, com muitas diversões peculiares à época, incluindo o Grande Globo de Wyld, que foi construído para a Grande Exposição de 1851 e abrigava um mapa da Terra em escala gigante. A construção da New Coventry Street facilitou o acesso do tráfego à praça, resultando na substituição de residências privadas por lojas, museus e centros de exposições. A Savile House no. 5–6, construída em 1683 para Thomas Bruce, 2º Conde de Ailesbury, já havia se tornado um museu nessa época e foi finalmente destruído por um incêndio em 1865. Foi reconstruído como Empire Theatre.
Vários hotéis de propriedade estrangeira foram estabelecidos ao redor da praça, tornando-a popular entre os visitantes de Londres. O Hotel Brunet no nº. 25 foi inaugurado por Louis Brunet em 1800, expandindo posteriormente para os números 24 e 26 durante a década seguinte. Foi comprado por Francis Jaunay em 1815, conhecido como Jaunay's Hôtel. O Hôtel Sablonière et de Provence abriu no nº. 17–18 em 1845 como Hôtel de Provence e renomeado em 1869. Fechou em 1919 e tornou-se um bar. O Cavour, nº. 20 a sudeste da praça, inaugurada em 1864. Foi gravemente danificado na Segunda Guerra Mundial, mas posteriormente restaurado.

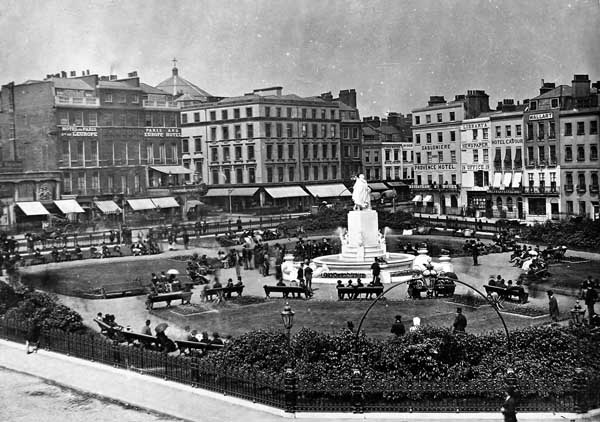
Leicester Square em 1880, voltada para nordeste

O Teatro Alhambra foi construído em 1854 no lado leste da praça, dominando o local. Fechou temporariamente dois anos depois, quando o proprietário original, Edward Clarke, faliu, mas reabriu em 1858 como Palácio de Alhambra. Sua popularidade aumentou depois que a Rainha Vitória e sua família foram ver "Águia Negra - O Cavalo da Beleza". Incendiou-se em 1882, mas reabriu no ano seguinte. No início do século 20, o teatro tornou-se um local popular para balé. Foi demolido em 1936 e substituído pelo Cinema Odeon. O Empire Theatre of Varieties foi inaugurado em 1881 no antigo local da Savile House, mas teve um início conturbado, fechando por um tempo, até o final da década. O teatro ganhou reputação por ser frequentado por prostitutas de alta classe e, em 1894, o Conselho do Condado de Londres ordenou que o passeio na varanda superior fosse remodelado. Um jovem Winston Churchill, então cadete da Real Academia Militar de Sandhurst, ajudou a destruir as telas de lona que haviam sido erguidas para impedir o acesso à varanda. O teatro fechou em 1927, para ser substituído pelo Empire Cinema.
Durante o Inverno do Descontentamento, quando o atual Partido Trabalhista lutou para atender às demandas dos sindicatos e de uma economia em contração, os coletores de lixo entraram em greve em janeiro de 1979. A Leicester Square foi transformada em um lixão de facto, ganhando o apelido de "Fester Square". Na década de 1980, a praça era pedonal, cortando todo o tráfego de veículos. O acesso à praça para mercadorias e entregas é agora controlado por fiscais especialmente designados.
No início do século 21, a Câmara Municipal de Westminster estava preocupada com o fato de a praça ser muito perigosa à noite e queria demolir partes dela para incentivar o crescimento de teatros e cinemas e reduzir a popularidade das casas noturnas. Em 2010, ocorreu uma grande remodelação da Leicester Square como parte de um esquema de Grandes Outdoors proposto pelo Prefeito de Londres, Boris Johnson. As melhorias incluíram 12 000 metro quadrados (130 000 sq ft) de pavimentação de granito e um elemento aquático ao redor da estátua de Shakespeare. A praça foi reaberta em maio de 2012, após 17 meses de obras, a um custo total de £ 15,3 milhões. A Autoridade da Grande Londres disse que as reformas acomodariam mais de 1.000 novos empregos. A reabertura coincidiu com os Jogos Olímpicos de Verão de 2012, no final daquele ano.

## Características

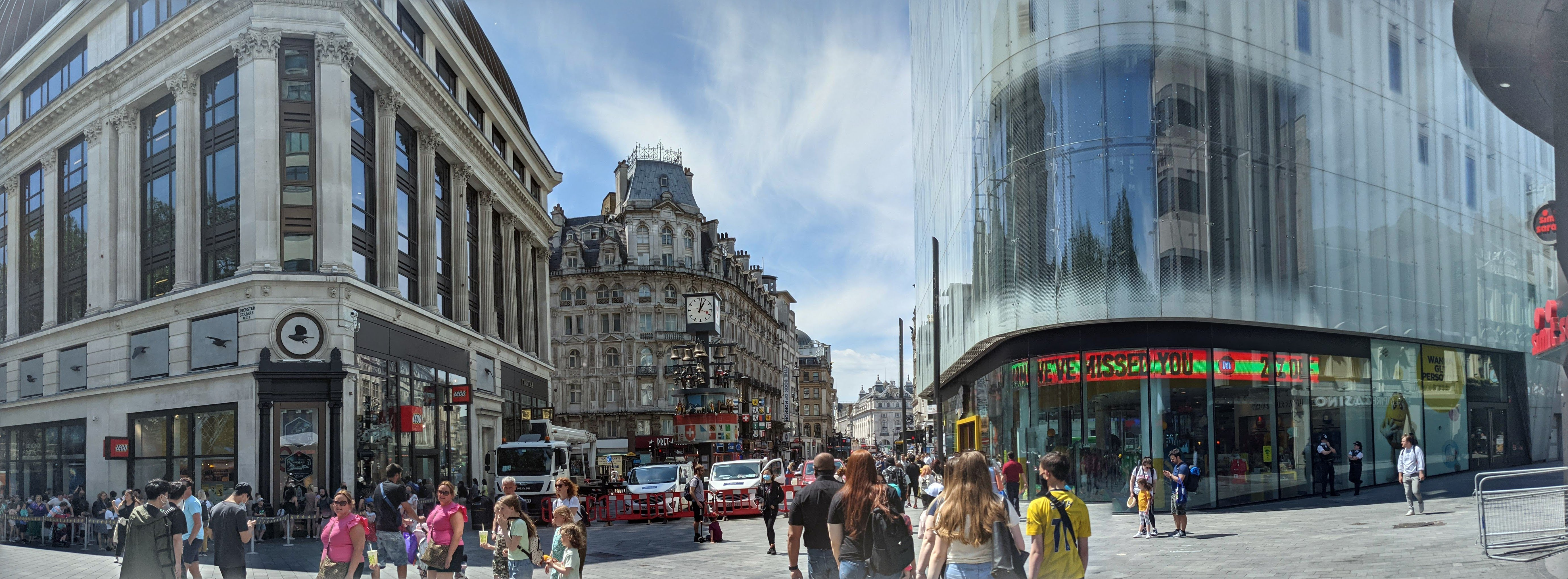
Panorama mostrando a Lego Store e o M&M's World

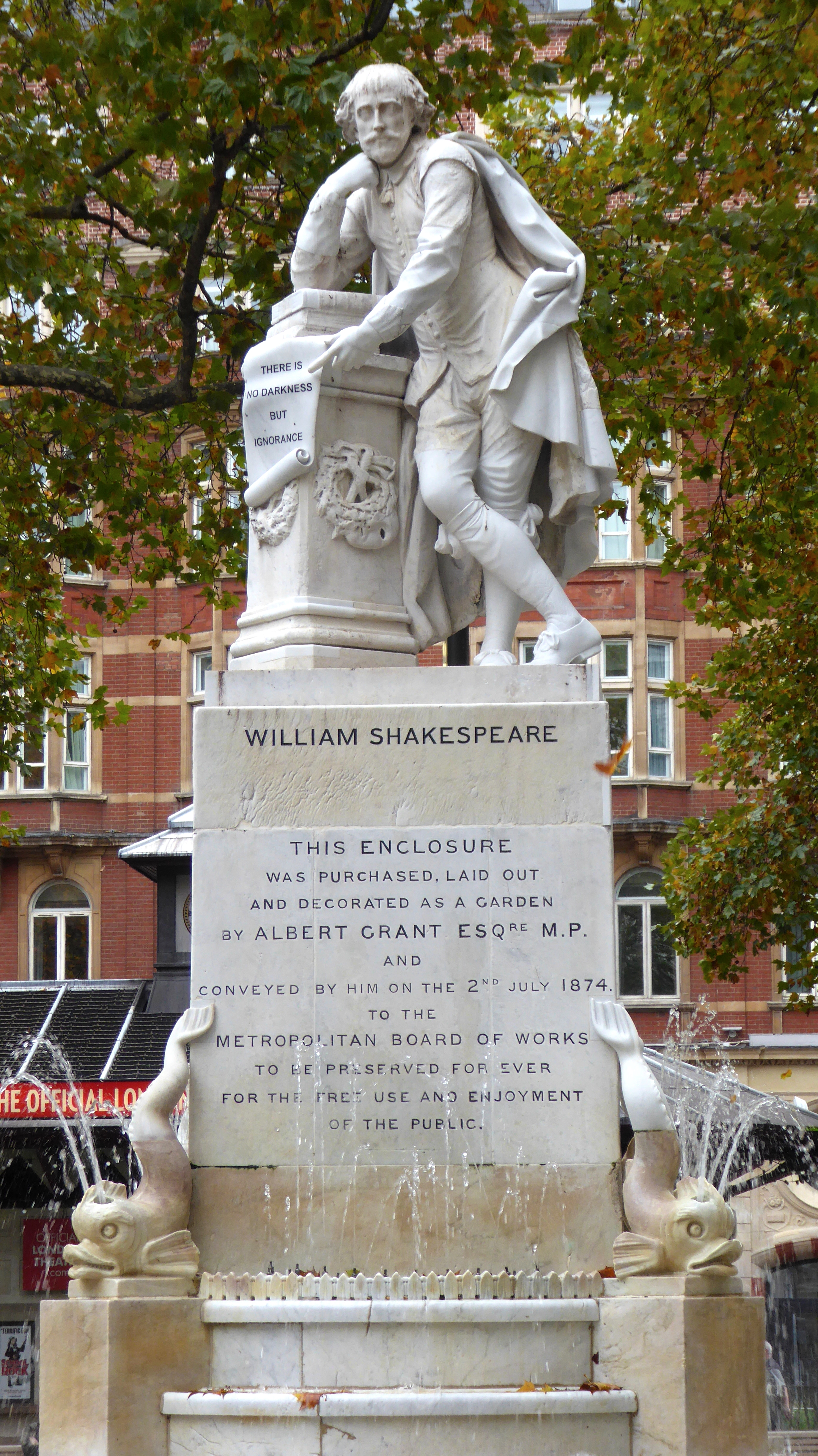
A fonte e a estátua de Shakespeare

No meio da praça há um pequeno parque que originalmente estava disponível para uso comum no Dia de Lammas (12 de agosto), como lavar roupas e pastorear gado. O Conde de Leicester foi obrigado a preservar estes terrenos, que foram separados do resto da praça por grades. Em 1808, o jardim foi vendido pelo Leicester Estate a Charles Elmes por £210 (equivalente a £17,424 em 2021), que negligenciou sua manutenção. A propriedade mudou de mãos várias vezes durante a primeira metade do século 19, incluindo Robert Barren após a morte de Elmes em 1822, John Inderwick em 1834 e Hyam Hyams e Edward Moxhay em 1839. Pouca manutenção foi feita e o jardim deteriorou-se a ponto de ficar gravemente dilapidado.
Em 1848, a terra foi sujeita ao significativo caso legal de Tulk v Moxhay. O anterior proprietário do terreno, Moxhay, tinha concordado com um acordo para não construir edifícios, mas a lei não permitiria que compradores que não estivessem "a par" do contrato inicial ficassem vinculados a promessas subsequentes. O juiz, Lord Cottenham, decidiu que os futuros proprietários de terras poderiam ser obrigados por promessas de abstenção de atividade, sujeitos à doutrina do aviso prévio (real ou construtivo). Caso contrário, um comprador poderia (re)vender o terreno para si mesmo, minando uma promessa inicial. James Wyld comprou os bens do jardim das propriedades da morte de Tulk e Moxhay em 1849 para erguer o Great Globe, embora tenha enterrado a estátua de Jorge I com menos de 12 pés de terra com o globo preso no topo. A estátua foi descoberta após o desaparecimento do globo, mas em 1866 ela havia se deteriorado devido ao vandalismo e foi vendida por £16. As discussões continuaram sobre o destino do jardim, com os herdeiros de Charles Augustus Tulk erguendo um painel de madeira ao redor da propriedade em 1873. Estes foram rapidamente removidos depois que o Mestre dos Rolls ordenou que o terreno fosse preservado para seu propósito original.

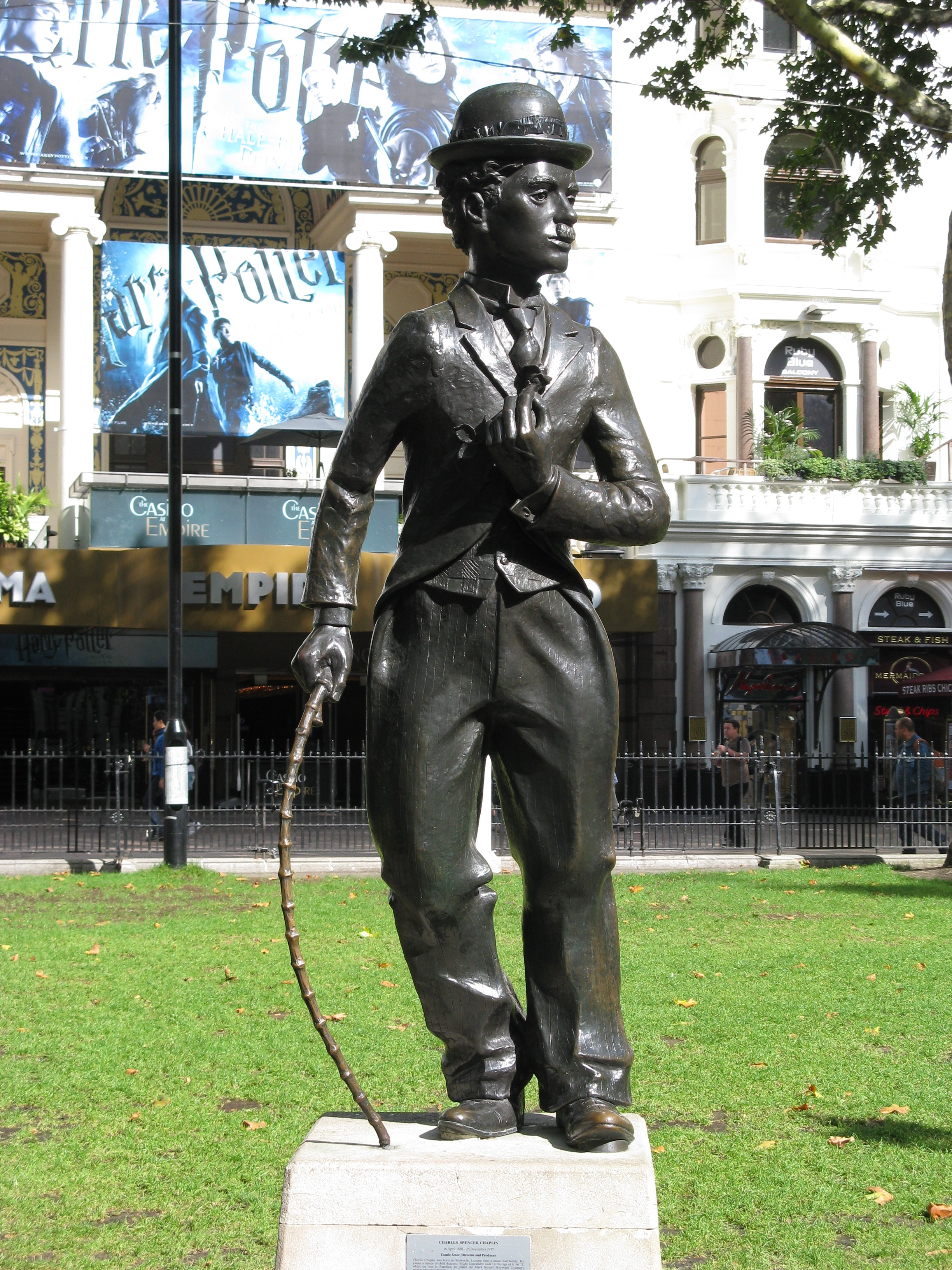
Estátua de Charlie Chaplin

O jardim foi salvo pelo membro do Parlamento (MP) Albert Grant, que comprou o parque em 1874 por £11.060 e o doou ao Metropolitan Board of Works. A escritura de propriedade da praça passou para os órgãos públicos seguintes e agora é propriedade da Cidade de Westminster. Após a compra, o arquiteto James Knowles redesenhou o parque. Uma estátua de William Shakespeare cercada por golfinhos foi construída no centro. Os quatro portões de canto do parque tinham um busto de cada ex-residente famoso da praça: o cientista Sir Isaac Newton desenhado por W. Calder Marshall; Sir Joshua Reynolds, o primeiro Presidente da Royal Academy por H. Weekes; John Hunter, um pioneiro da cirurgia, de T. Wooler; e William Hogarth, o pintor, de J. Durham. Propriedade transferida para a Câmara da Cidade de Westminster em 1933. A adição mais recente foi uma estátua de bronze do astro de cinema e diretor Sir Charlie Chaplin, projetada pelo escultor John Doubleday em 1981. Na calçada estavam inscritas as distâncias em milhas para vários países da Commonwealth, incluindo Canadá, Quênia e Jamaica. Após a reforma da praça ao ar livre, apenas a estátua de Shakespeare ainda permanece.

### Entretenimento
Leicester Square é o centro do cinema de Londres, e uma das placas que marcam a praça traz a legenda "Theatreland". Contém o cinema com maior tela e outro com maior número de lugares (mais de 1.600). A praça é o local privilegiado em Londres para estreias de filmes e é co-anfitriã do Festival de Cinema de Londres todos os anos. Semelhante ao Grauman's Chinese Theatre em Hollywood, a praça era cercada por placas montadas no chão com nomes de estrelas de cinema e impressões de mãos de elenco. Durante a reforma de 2010-2012, muitas das placas foram removidas, confundindo os turistas que ainda esperavam encontrá-las ali.

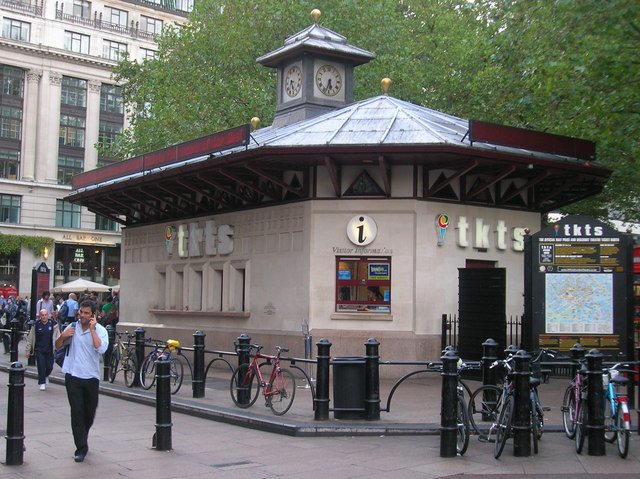
O estande da TKTS em Leicester Square é o local oficial para compra de ingressos baratos para o teatro no West End, além de ser sinônimo de estreias de filmes em Londres.

#### Cinemas

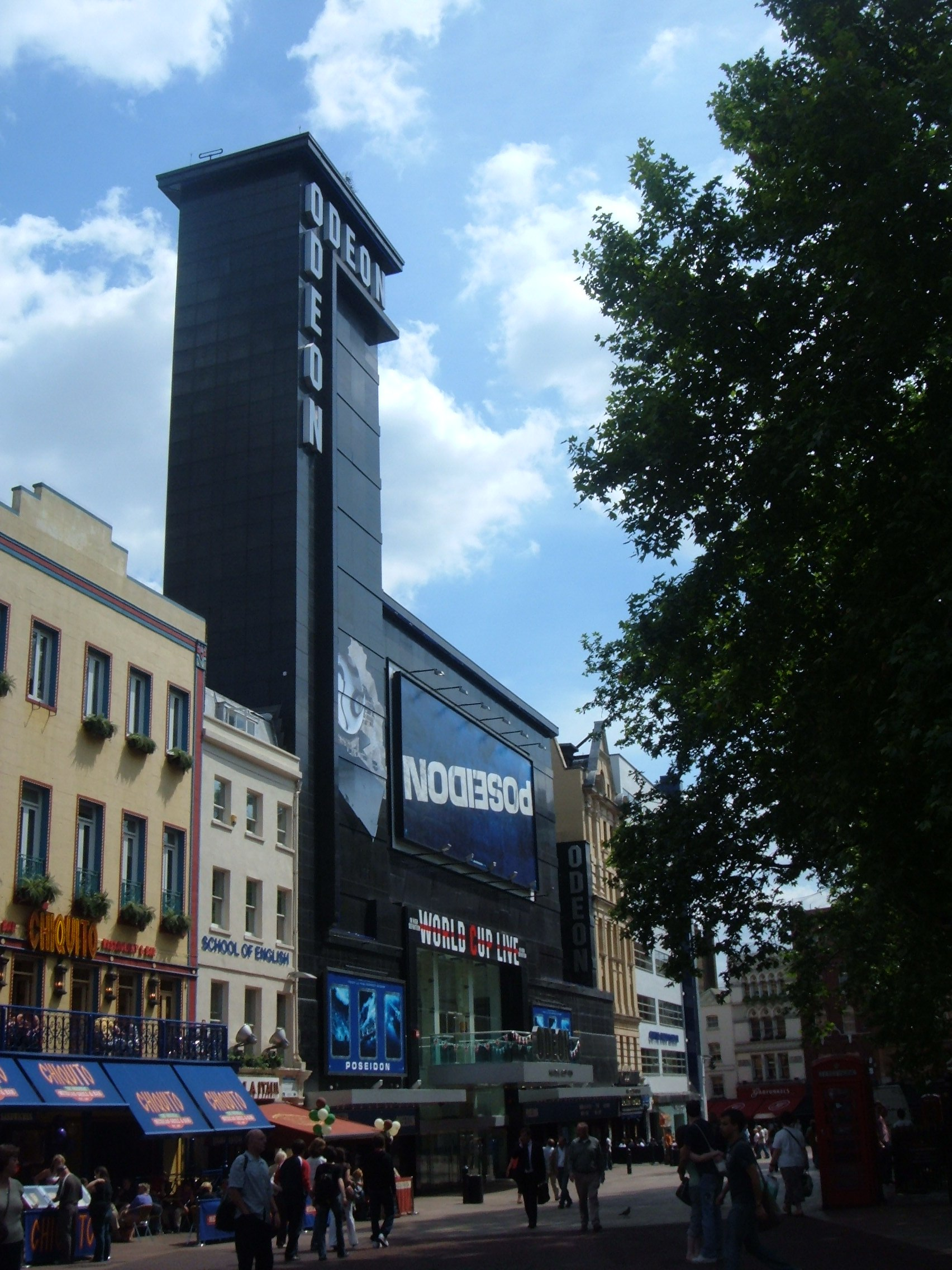
O Odeon Leicester Square em junho de 2006

Devido à longa associação da Leicester Square com o cinema, foi instalada uma trilha de esculturas com tema cinematográfico intitulada Scenes in the Square. Em fevereiro de 2020, foram instaladas oito esculturas que retratam personagens dos últimos 100 anos do cinema, incluindo Laurel e Hardy, Mary Poppins, Batman, Pernalonga, Don Lockwood por Gene Kelly, Urso Paddington, Mr. Bean e  Mulher-Maravilha Em setembro de 2020, foi instalada uma estátua de Harry Potter pilotando uma Nimbus 2000, tornando-se a nona estátua da exposição. Em junho de 2021, uma estátua do Trono de Ferro da série de TV Game of Thrones da HBO foi inaugurada para marcar os 10 anos desde o lançamento do primeiro episódio.

### Outras atrações

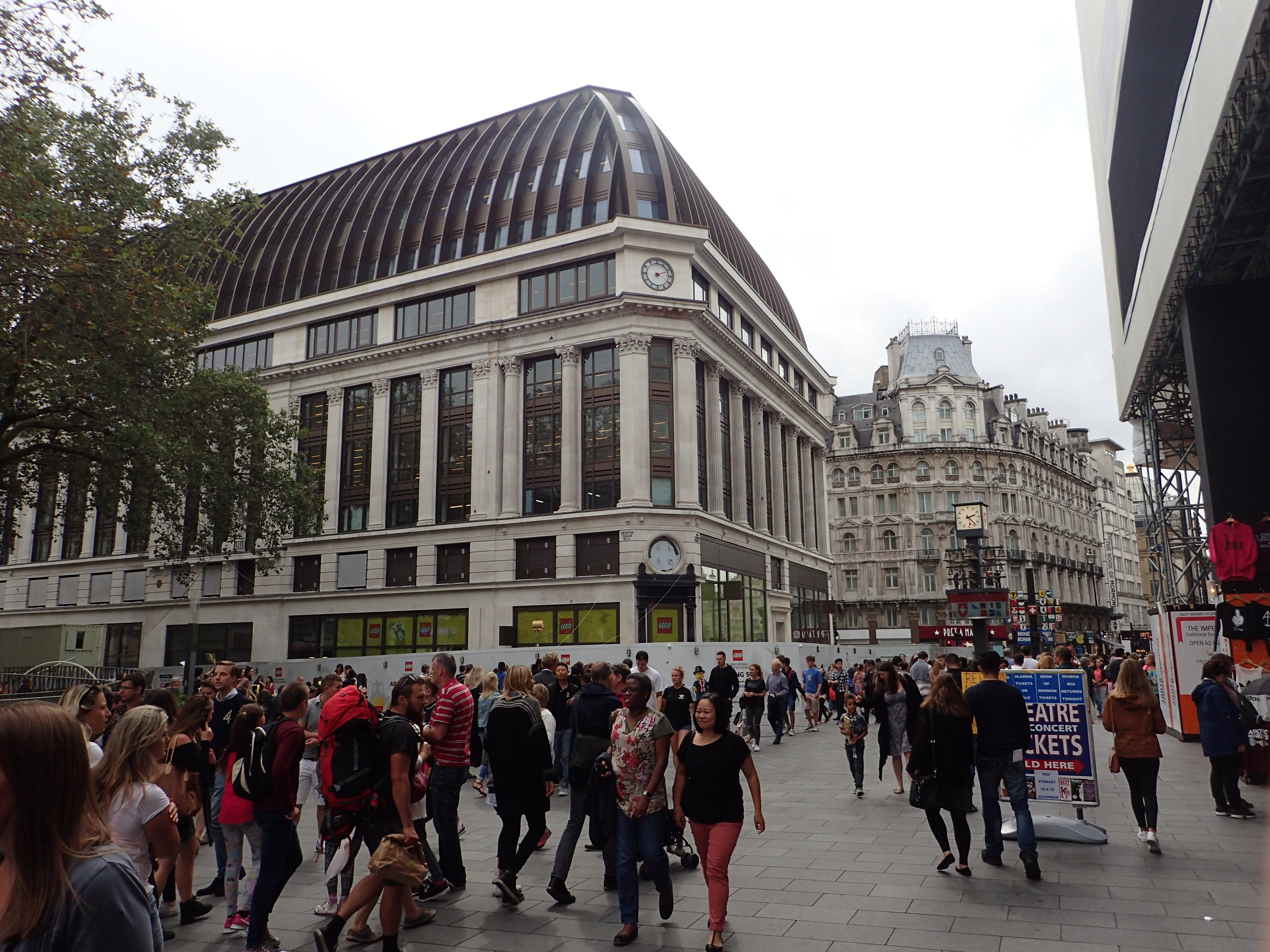
Leicester Square voltada para noroeste em direção à Swiss Court. A loja Lego está visível à esquerda.

Leicester Square é um dos vários locais no West End que organiza eventos relacionados ao Ano Novo Chinês. As celebrações são organizadas pela London Chinatown Chinese Association e realizadas no primeiro domingo do período de ano novo. Os eventos incluem música, acrobacias e dança. Um desfile ocorreu nas proximidades, através da Charing Cross Road e da Shaftesbury Avenue.
A maior loja de Lego do mundo foi inaugurada em 3, Swiss Court, Leicester Square, em novembro de 2016. A inauguração foi marcada pela inauguração de uma plataforma 6 metros (20 pé) de altura do Big Ben feito de 200.000 peças de Lego.
Em 2022, o Burger King anunciou que abriria seu primeiro restaurante sem carne em Leicester Square. O restaurante está programado para funcionar de 14 de março a 10 de abril.

### Infraestrutura
A principal subestação elétrica do West End fica abaixo da praça. Os cabos elétricos para a subestação estão em um grande túnel que termina em Leicester Square, e tem origem em Wimbledon, em Plough Lane, atrás do antigo campo de futebol do Wimbledon F.C., antes do qual os cabos ficam acima do solo.